# Metope (mythologie)
Metope (Oudgrieks: Μετώπη) is in de Griekse mythologie een naiade, dochter van de riviergod Ladon.
Ze werd ook in verband gebracht met een waterloop nabij Stymphale op de Peloponnesos. Zij huwde de riviergod Asopos en had met hem verscheidene dochters (12 of 20 afhankelijk van de auteur), waaronder Aegina, Salamis, Sinope, Euboea, Tanagra, Thespia, Thebe, Corcyra, Ismene en Harpina — maar ook zonen, zoals Pelagon en Ismenos.
Een andere traditie zei dat ze trouwde met de riviergod Sangarios, met wie ze Hekabe zou hebben gehad — maar misschien gaat het hier om een ander gelijknamig personage.

## Referentie
- Dit artikel of een eerdere versie ervan is een (gedeeltelijke) vertaling van het artikel Métope_(mythologie) op de Franstalige Wikipedia, dat onder de licentie Creative Commons Naamsvermelding/Gelijk delen valt. Zie de bewerkingsgeschiedenis aldaar.